# Европейский маршрут E50
Европейский маршрут E50 проходит по территории Франции, Германии, Чехии, Словакии, Украины и России от французского Бреста до Махачкалы.

## Маршрут
Протяжённость маршрута составляет около 6000 км.
- Франция
  - N12 Брест — Рен
  - N136 Рен
  - N157 Рен — Ла-Гравель[фр.]
  - A81 Ла-Гравель[фр.] — Лаваль — Ле-Ман
  - A11 Ле-Ман — Шартр — Понтеврар[фр.]
  - A10 Понтеврар[фр.] — Париж
  - A6B Париж
  - Периферик
  - A4 Париж — Шато-Тьерри — Реймс — Мец — Фремен-Мерлебак
  - A320 Фремен-Мерлебак — Форбак (граница)
- Германия
  -  Саарбрюккен (граница) — Мангейм — Хайльбронн — Нюрнберг — Вайдхаус (граница)
- Чехия
  - D5 Розвадов[чеш.] (граница) — Пльзень — Прага
  - D0 Прага
  - D1 Прага — Йиглава — Брно — Голубице[чеш.]
  - 50 Голубице[чеш.] — Славков-у-Брна — Угерске-Градиште — Старый Грозенков[чеш.] (граница)
- Словакия
  - 50 Дретома[словац.] (граница) — Тренчин
  - D1/18 Тренчин — Прешов
  - 20/68/80 Прешов
  - D1 Прешов — Кошице
  - 19 Кошице — Вышне-Немецке[словац.] (граница)
- Украина
  - М-06 Ужгород (граница), Мукачево, Свалява, Сколе, Стрый
  - М-12 Стрый, Жидачов, Ходоров, Рогатин, Бережаны, Тернополь, Подволочиск, Хмельницкий, Летичев, Винница, Немиров, Гайсин, Умань, Новоархангельск, Кропивницкий, Знаменка
  - М-04 Знаменка, Александрия, Пятихатки, Днепр, Новомосковск, Павлоград, Покровск, Селидово, Донецк, Дебальцево
  - М-03 Дебальцево, Красный Луч
- Россия
  - М19 Новошахтинск
  - М4 Ростов-на-Дону
  - М29 Тихорецк, Архангельская, Кропоткин, Армавир, Кочубеевское, Невинномысск, Минеральные Воды, Пятигорск, Нальчик, Беслан, Назрань, Грозный, Гудермес, Хасавюрт, Кизилюрт, Махачкала